# Jeff Adachi
Jeff Adachi (Sacramento, Califórnia, 29 de agosto de 1959 - San Francisco, Califórnia, 22 de fevereiro de 2019) foi defensor público na cidade de "São Francisco" desde 2002. Filho de um mecânico e uma assistente de laboratório, seus pais e avós passaram parte da Segunda Guerra Mundial em um campo de refugiados para japoneses.

## Cinema
Além de defensor público, Adachi atua como diretor de cinema. Dentre vários trabalhos, o mais relevante é o documentário The Slanted Screen de 2006. O filme, na verdade, é um protesto contra os produtores de Hollywood que evitam de colocar atores asiáticos em seus filmes. Jeff em entrevista para o jornal The New York Times afirmou: "É um absurdo que os asiáticos quase nunca estejam presentes nas maiores produções Hollywoodianas. E quando estão, fazem papéis estereotipados."